# Haeromys pusillus
Haeromys pusillus је врста глодара из породице мишева (Muridae).

## Распрострањење
Ареал врсте је ограничен на мањи број држава. Врста има станиште у Малезији и Индонезији. Вероватно је изумрла у Филипинима.

## Станиште
Станиште врсте су шуме. Врста је присутна на подручју острва Борнео у Индонезији.

## Угроженост
Ова врста се сматра рањивом у погледу угрожености врсте од изумирања.